# Syed Rahim Nabi
Syed Rahim Nabi (ur. 14 grudnia 1985 w Kalkucie) – indyjski piłkarz, grający na pozycji prawego obrońcy lub prawego pomocnika w klubie Mohun Bagan AC.

## Kariera klubowa
Syed Rahim Nabi rozpoczął swoją karierę w drugoligowym klubie Mohammedan Kalkuta w 2002. Od 2004 jest zawodnikiem Kingfisher East Bengal Club, z którym zdobył mistrzostwo Indii w 2004, trzykrotnie Puchar Federacji w 2007, 2009, 2010 oraz Superpuchar Indii w 2006. W 2011 roku przeszedł do Mohun Bagan AC.

## Kariera reprezentacyjna
W reprezentacji Indii Nabi zadebiutował w 2004 roku. W 2004 uczestniczył w eliminacjach Mistrzostw Świata 2006. W 2008 Nabi wygrał z reprezentacją AFC Challenge Cup, co oznaczało wywalczenie awansu do Pucharu Azji, po 27-letniej przerwie. Lawrence znalazł się w kadrze na ten turniej. Dotychczas rozegrał w reprezentacji 20 spotkań i strzelił 1 bramkę.